# 韦内哈
韦内哈，是西班牙安达卢西亚自治区格拉纳达省的一个市镇。总面积117平方公里，2001年普查人口總數為1220人，人口密度為每平方公里10人。